# Bourseville

Bourseville este o comună în departamentul Somme, Franța. În 1 ianuarie 2022 avea o populație de 715 de locuitori.